# Diapositive
 (août 2025).
Si vous disposez d'ouvrages ou d'articles de référence ou si vous connaissez des sites web de qualité traitant du thème abordé ici, merci de compléter l'article en donnant les références utiles à sa vérifiabilité et en les liant à la section « Notes et références ».
Une diapositive, souvent simplement appelée diapo par apocope, est un morceau de film inversible montrant une seule photographie et inséré dans un cadre en plastique ou en carton. Elle est destinée à être projetée ou regardée par transparence.
Le terme « diapositif (ve) », répandu depuis les années 1950 et l'avènement du film Kodachrome pour le 24 × 36, est apparu dès 1892 avec l'apparition de la lanterne magique, ancêtre du projecteur de diapositives. Il est construit à partir du préfixe d'origine grecque « dia- » (« à travers ») et « positive », l'inverse photographique d'un film négatif.
Le terme a été repris pour désigner une image incluse dans un « diaporama » informatique issu d'un logiciel de présentation comme Impress ou Powerpoint  (le terme « transparent » étant aussi utilisé, en référence aux transparents).

## Utilisation

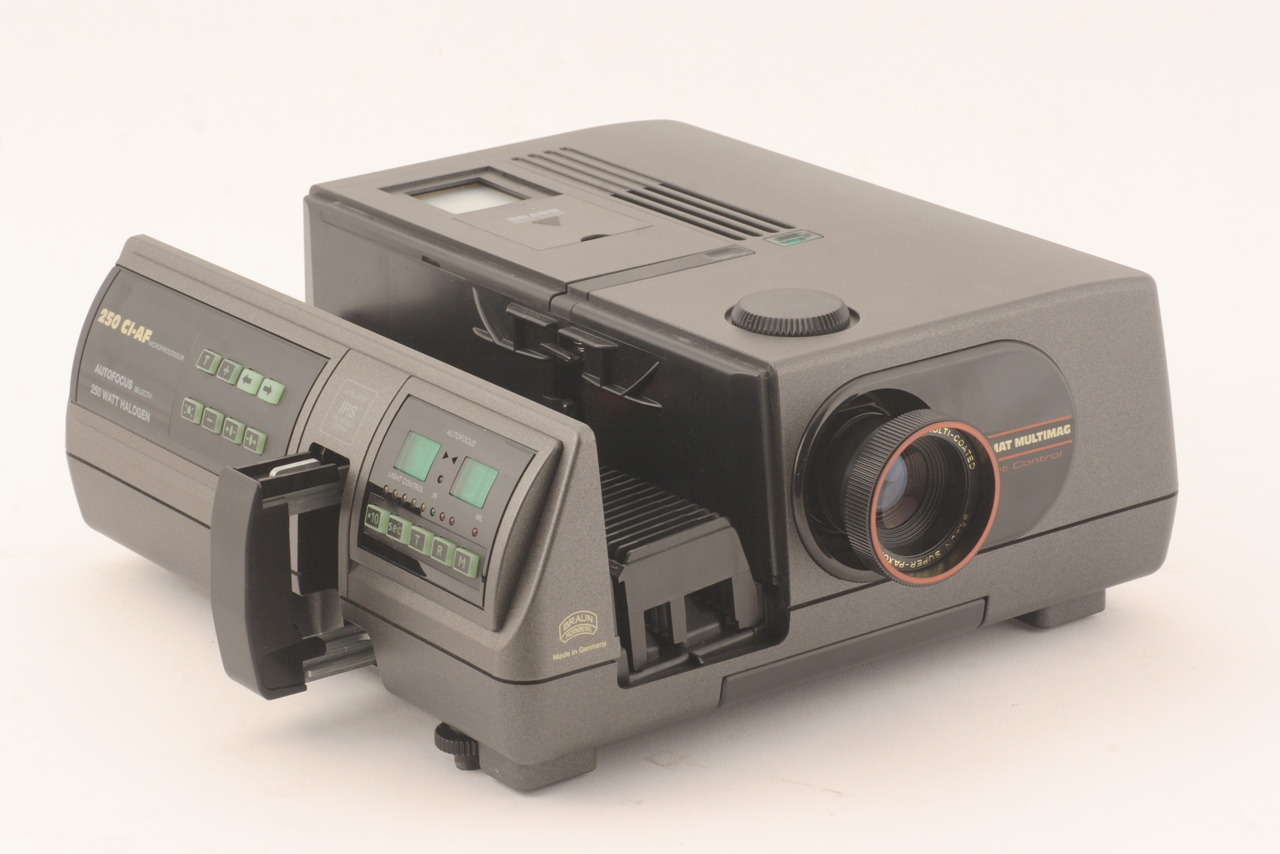
Un projecteur de diapositives à chargement horizontal.

L'image peut être observée par projection sur un écran en utilisant un projecteur de diapositives, par observation directe sur un fond clair ou, mieux, sur une table lumineuse ou une visionneuse.

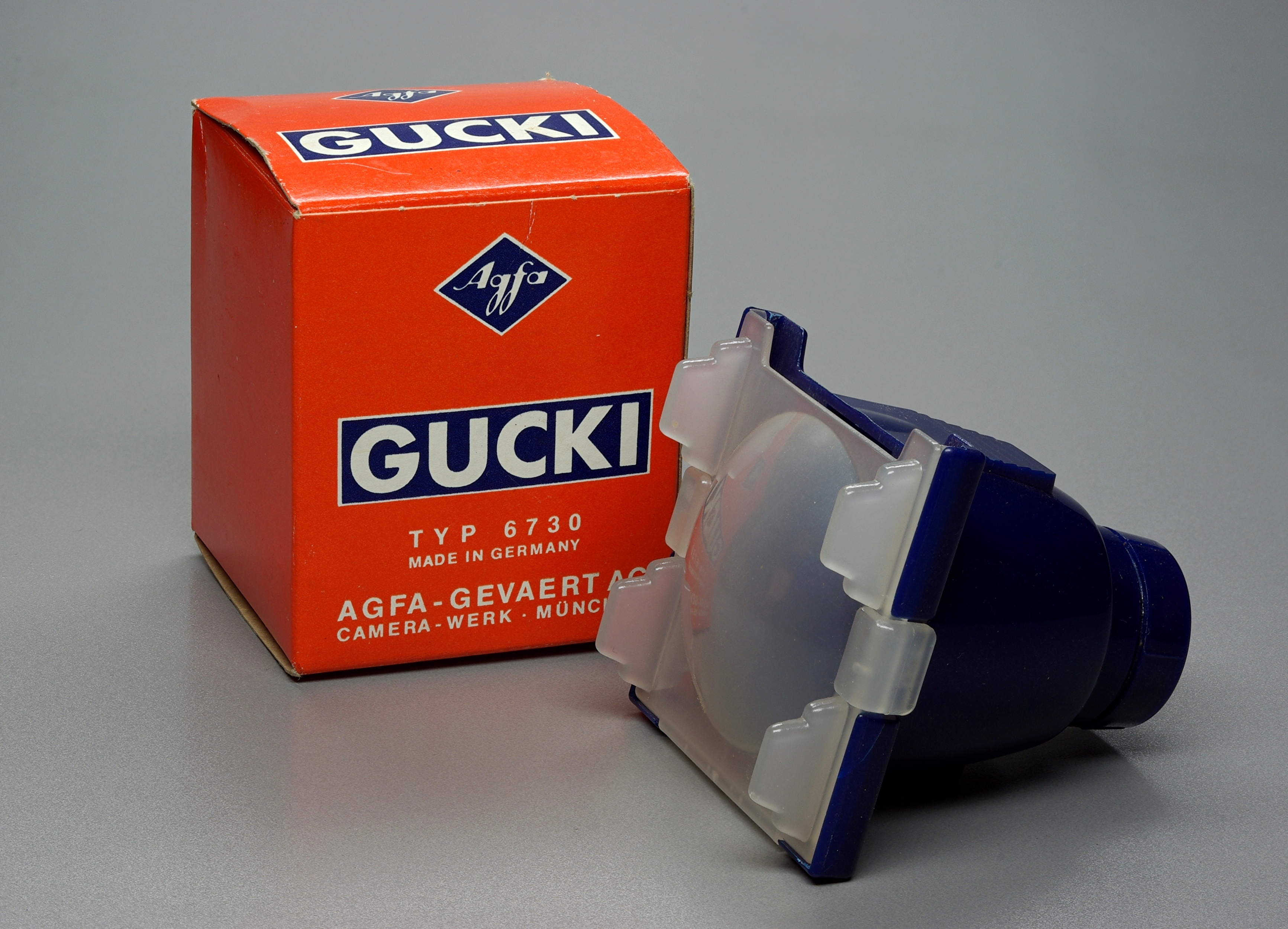
Une visionneuse à diapos.

La diapositive était très utilisée dans le milieu des photographes amateurs, car il permettait de montrer ses photographies à l'assistance et offrait un rendu souvent flatteur en projection. Le Kodachrome, disponible en petit format depuis 1936, était un classique des photos de vacances. Ses couleurs et sa capacité de conservation dans le temps en ont fait un film de choix pour de nombreux reporters.
La diapositive était indispensable chez les professionnels, car les couleurs du positif servaient de référence pour la publication. Les négatifs couleur ne permettaient pas une comparaison du fait de leur masque orangé et demandaient donc une interprétation pouvant mener à des couleurs fausses. Une photo couleur pouvait même être appelée un "ekta" par métonymie avec l'ektachrome.
Cette utilisation des films inversibles sous forme de diapositive est si courante que le terme « film diapo » est souvent utilisé pour désigner les inversibles. Le terme inversible correspond à l'inversion qui est réalisée lors du développement d'un film diapo.
Aujourd'hui, la photographie numérique a pris la place de la diapositive aussi bien chez les amateurs que chez les professionnels. Il reste quand même des utilisateurs : la marque Fujifilm a même sorti en août 2006 un nouveau film, la Provia 400X.
Il est possible de faire numériser ses diapositives, ce qui donne aux images la flexibilité de l'image numérique, et ainsi de les visualiser sur téléviseur ou de les diffuser sur Internet, avec cependant un niveau de qualité qui peut être nettement dégradé en fonction du matériel utilisé. La numérisation peut s'effectuer au moyen d'un scanner de films ou d'un reflex numérique sur un banc de reproduction. L'inverse est aussi possible : d'un fichier on peut réaliser une diapositive ; car contrairement à un fichier informatique, on sait que la diapositive se conservera très longtemps sans altération[réf. nécessaire].

## Formats
Bien que le format le plus courant soit un cache de 5 × 5 cm contenant une image 24 × 36, il existe aussi des formats plus petits (pour projeter des diapos Minox de 3 × 3 cm par exemple) ou au contraire plus grands : il existe ainsi des cadres pouvant contenir des films 6 × 6 cm. Il faut alors acquérir un projecteur approprié, plus rare et beaucoup plus coûteux.

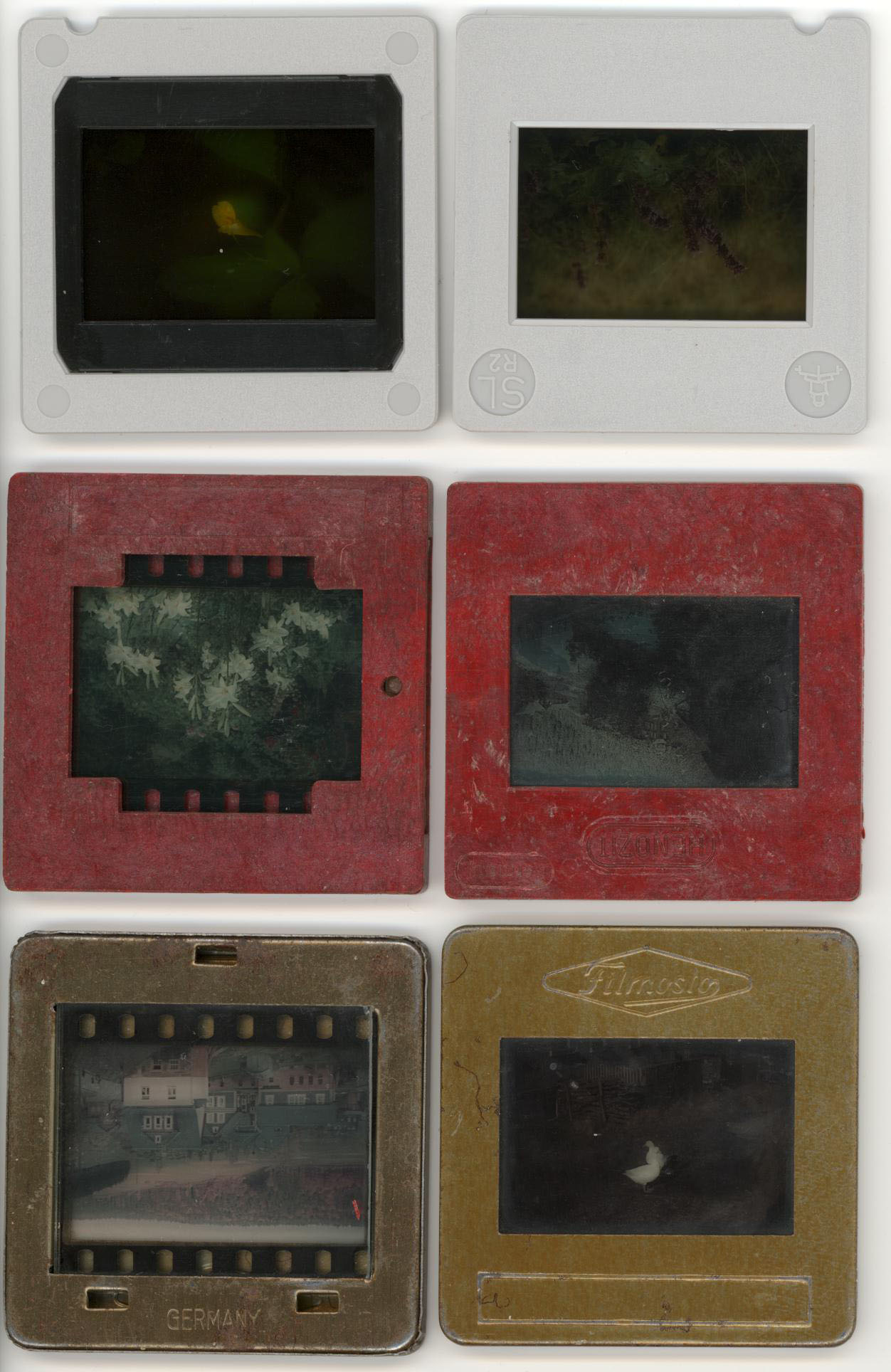
Cadres de dispositives, de 1940 (métal ou carton) à 1985 (plastique).
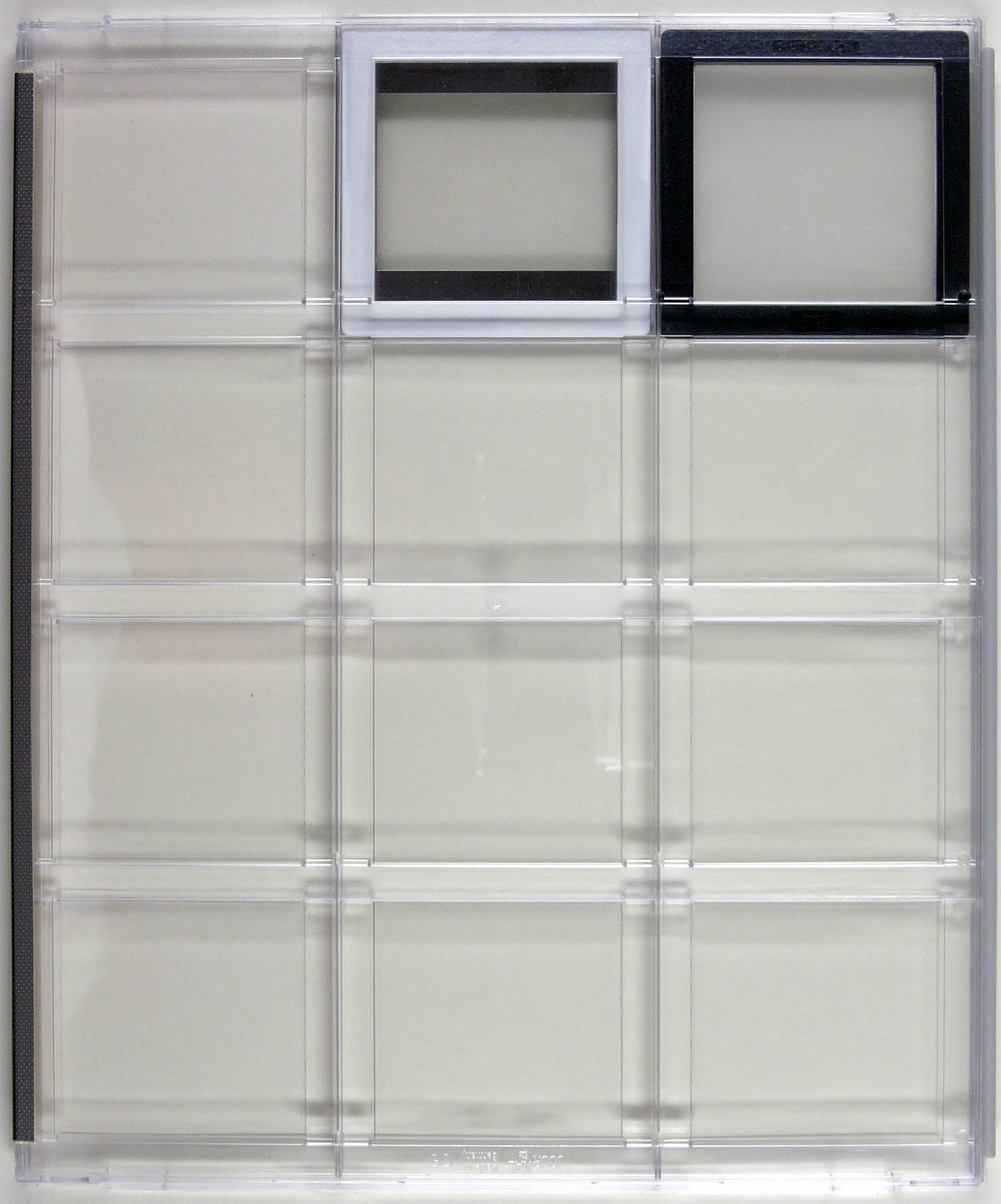
Boîte de rangement de diapositives.
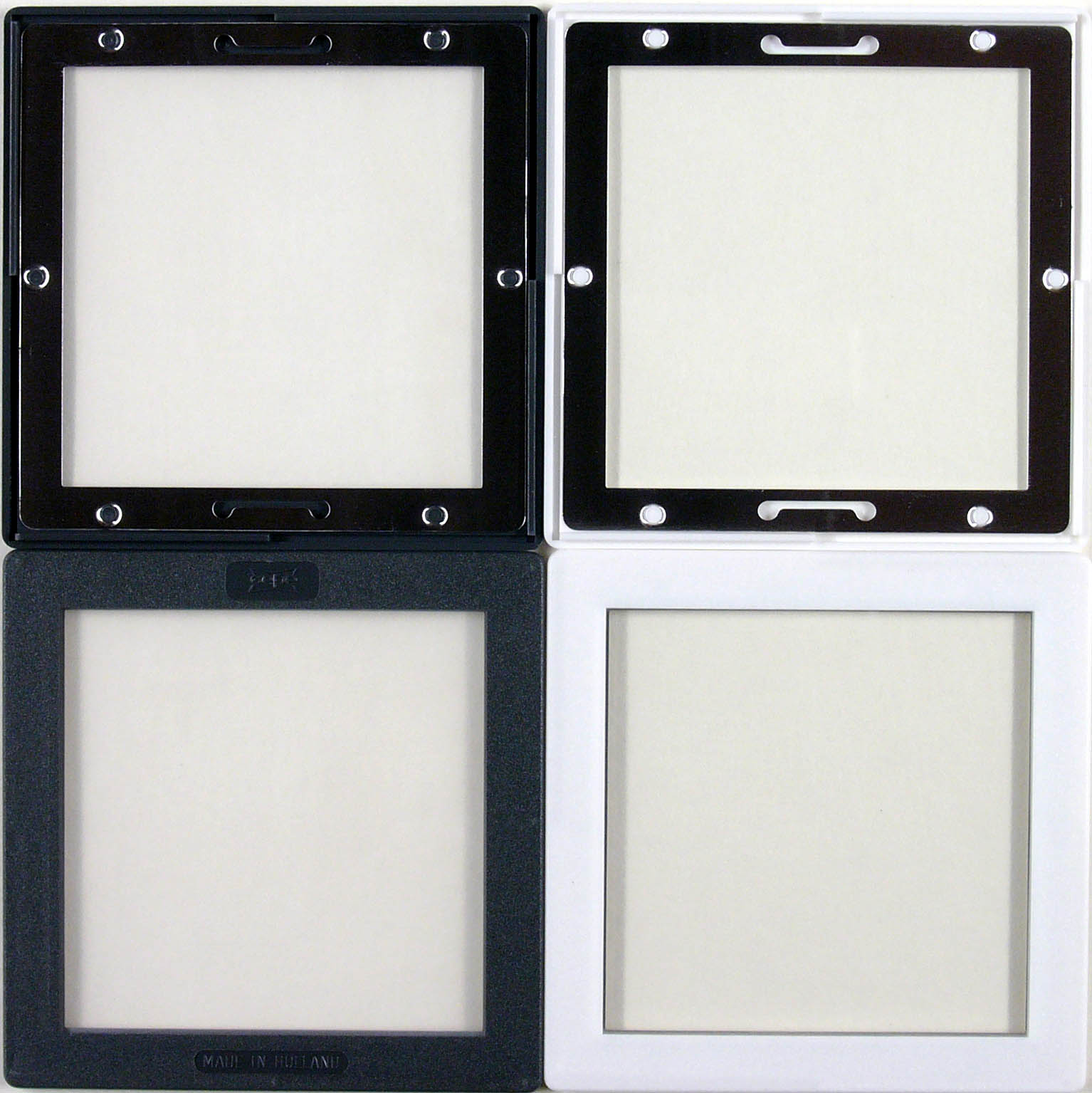
Cadres de verre pour diapositives 6 × 6 cm.
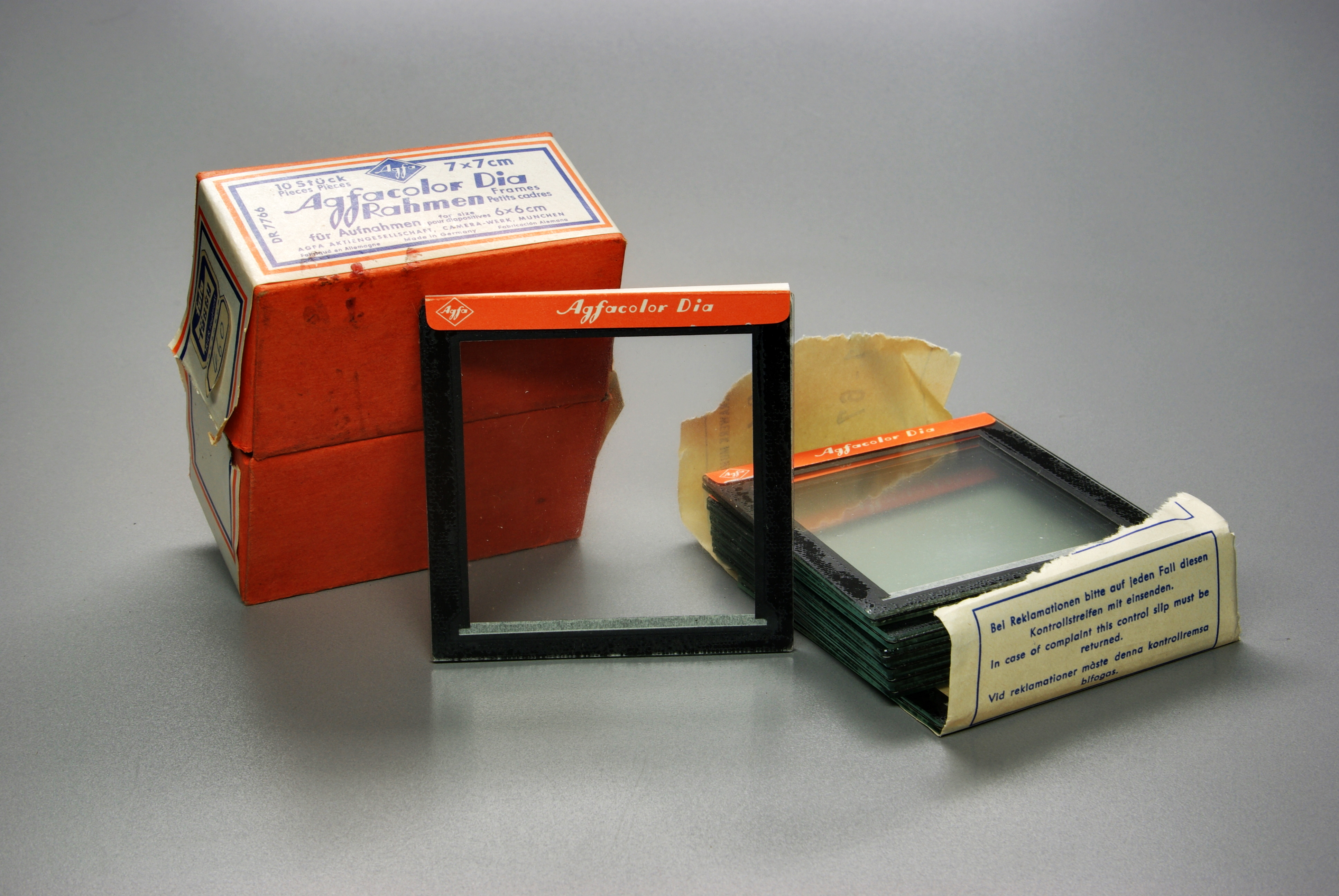
Cadres de verre pour diapositives 6 × 6 cm.